# Oropetium
Oropetium é um género botânico pertencente à família Poaceae.